# Derechos humanos en Iquitos

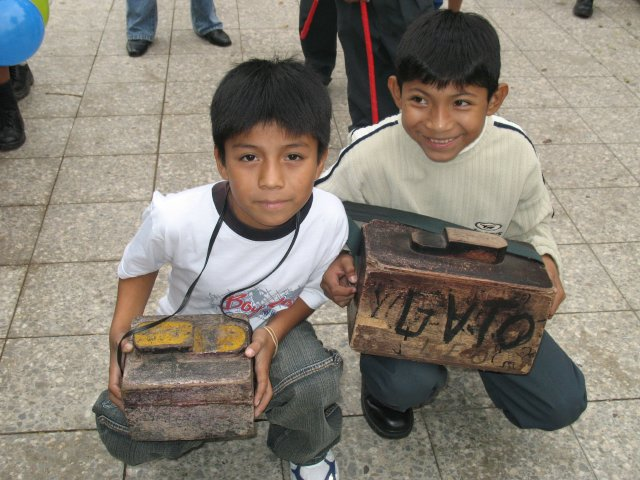
Niños trabajando como limpiabotas. En 2011, apareció una iniciativa para reivindicar sus derechos infantiles para que ellos puedan gozarlos enteramente, sin permitir que se llegue a una explotación y al estigma social relacionándolo con el trabajo infantil.

Los derechos humanos en Iquitos están basados en la Constitución del Perú que proporciona un tratamiento justo con respecto a la raza, nacionalidad, creencias religiosas o estatus social. El documento indica que no debe existir discriminación por «motivo de origen, raza, sexo, idioma, religión, opinión, condición económica o de cualquiera otra índole», y debe estar presente la total práctica de los derechos económicos, sociales y culturales. La Defensoría Municipal del Niño y del Adolescente (Demuna), dirigida por Sinthya Felicita Flores Carmona, es un ministerio especial que garantiza la protección a los derechos del niño. Los derechos de los indígenas también es otro enfoque importante en las comunidades nativas viviendo en la región metropolitana de la ciudad.
Los derechos humanos de la ciudad se han encontrado con fuertes y complejos conflictos sociales que violan la Declaración Universal de los Derechos Humanos. También, se realizan movimientos de cualquier índole que buscan el reconocimiento y protección de sus derechos.
A pesar de que la discriminación por sexo y la violencia contra la mujer está prohibida, se ha reportado 23 casos de feminicidio y la presencia de machismo y sexismo en varias familias y situaciones. También se ha reportado casos de violencia contra el hombre pero en un porcentaje ínfimo.
La prostitución, específicamente la infantil, sigue siendo una de las fuertes problemáticas en Iquitos, el cual la condujo a ser denominada como «ciudad prostíbulo», mientras recibió comparaciones con la prostitución ocurrida en La Habana, Bangkok y Manila. Esta problemática en Iquitos es vista como increíblemente compleja y preocupante debido a las causas y consecuencias por las que se generan, y en el ambiente en donde se practica, siendo el área baja del Barrio de Belén registrando prácticas de prostitución «fuera del contexto». En esa actividad, se he reportado la presencia de pederastas que vienen de otros países, y un intercambiable infección de enfermedades sexuales. También se detectó la práctica de la prostitución masculina. El turismo sexual en Iquitos también contribuye a la trata de personas, y se han reportado 62 casos, donde 9 de cada 10 casos de trata de personas adultas y no adultas con fines de explotación sexual son mujeres.
Diferente a la problemática de la prostitución mencionada anteriormente, en Iquitos se realiza movimientos por los derechos de los trabajadores sexuales, que intentan eliminar los fuertes estigma sociales, y buscan el reconocimiento y protección de las personas que se dedican al área sexual.
Con respecto al trabajo infantil, una práctica considerada una explotación por varias organismos internacionales, existen casos distintos que se intentaron apartarlo del estigma de explotación infantil y buscaron la reivindicación. Según la asociación La Restinga, los niños de Iquitos que trabajan deben gozar enteramente de sus derechos, sin permitir que su trabajo se transforme un conflicto para ellos a través del maltrato y, un abuso por parte de los padres.
La discriminación por orientación sexual hacia la comunidad gay, lesbiana, bisexual y transexual (GLBT) en Iquitos poco a poco ha podido mitigarse, sin embargo, debido al susodicho perfil machista detectado en la ciudad, se ha detectado casos de violencia homofóbica y un persistente estereotipo en la jerga y la representación popular.
El agua ha sido otro punto de atención en la hidropolítica por tener un vínculo inherente con los derechos humanos de la ciudad por su delicado estado que podría llevar a una posible privatización del agua y afectar la integridad de la Amazonía peruana.
Otros tipos de derechos que la ciudad busca son los derechos digitales con el caso de la demanda de banda ancha, y la promoción de la cultura de la ciudad que en los años contemporáneos se vio afectada por su misma idiosincrasia.